# Kathedrale St. Peter (Caesarea Maritima)

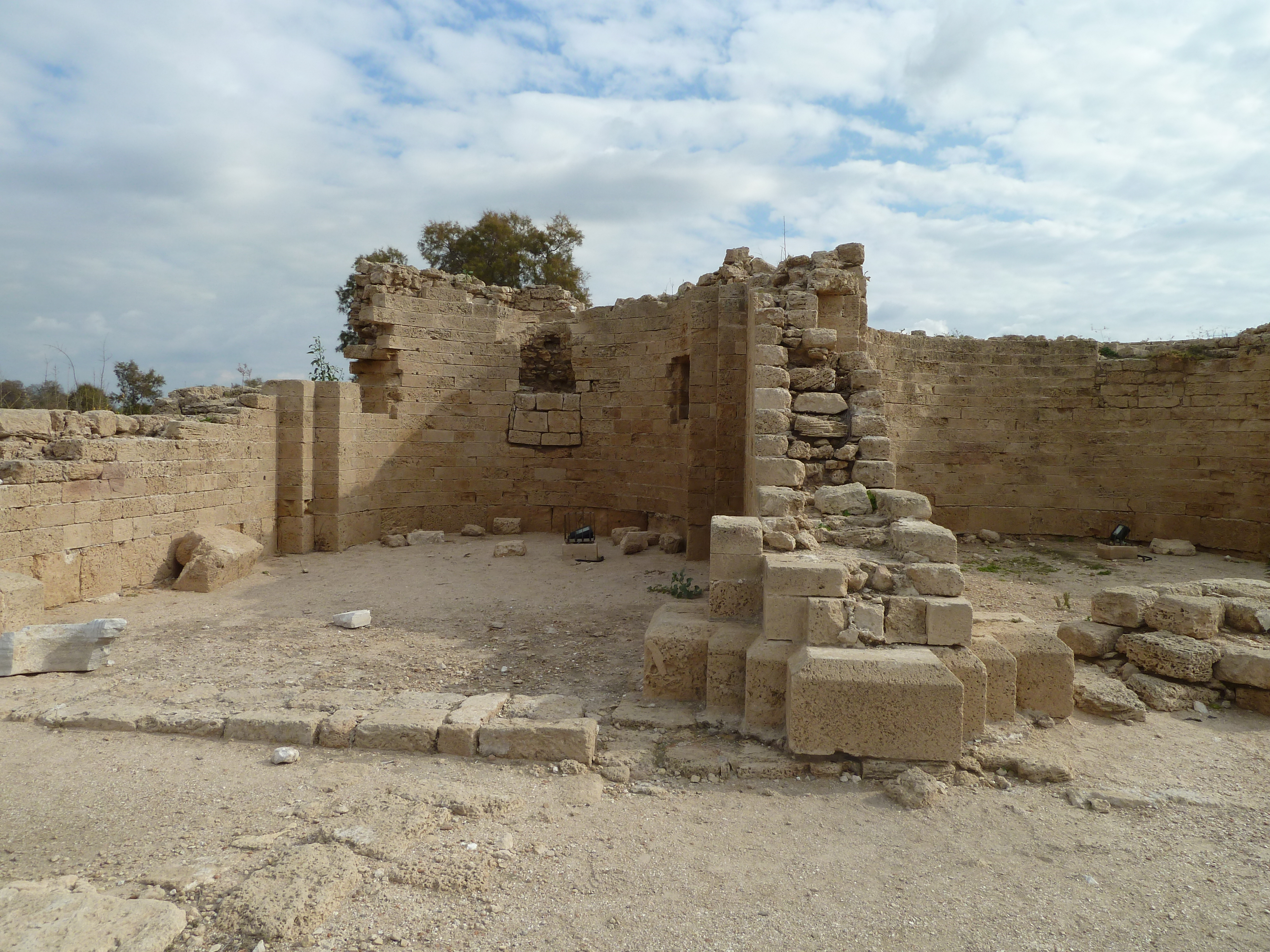
Die Ruine einer Seitenapsis und der Hauptapsis

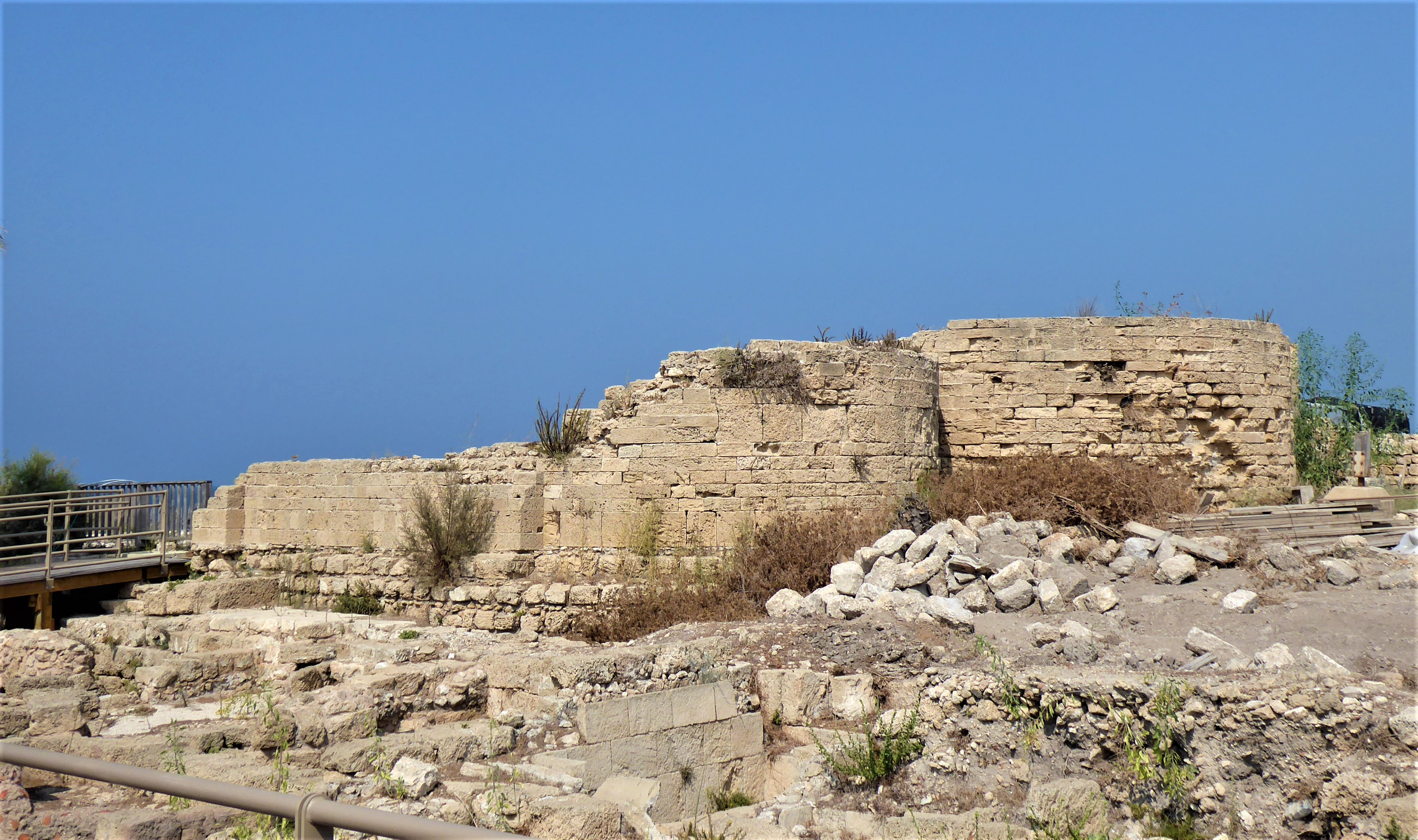
Ansicht der Ruine von Südosten

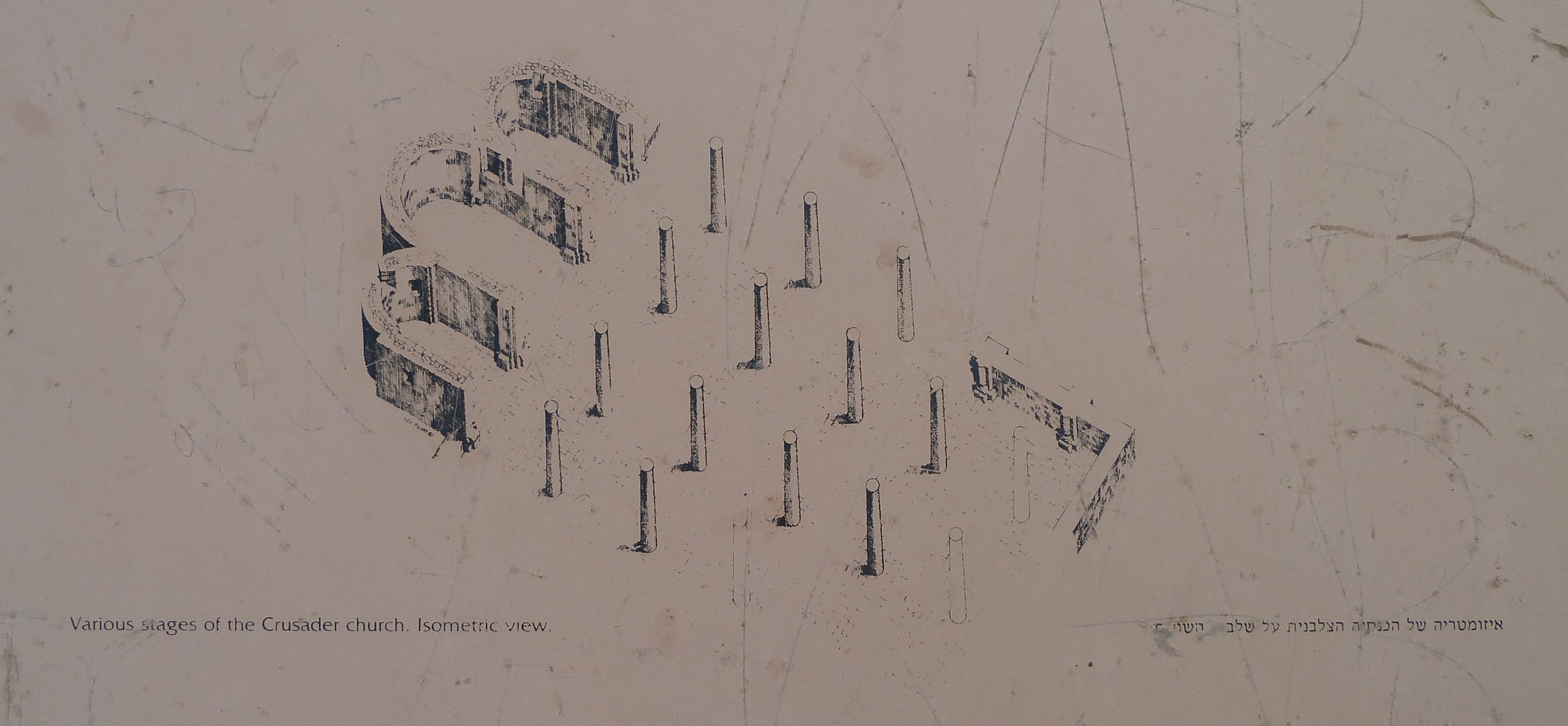
Rekonstruktion des ungefähren Aussehens von St. Peter

Die Kathedrale St. Peter  ist die Ruine einer ehemaligen Bischofskirche in Caesarea Maritima im heutigen Israel. Zur Zeit der Kreuzfahrer war sie Sitz des Erzbischofes von Caesarea.

## Geschichte
St. Peter wurde durch die Kreuzfahrer im 12. Jahrhundert an der Stelle errichtet, wo der Überlieferung nach der römische Hauptmann Kornelius als erster Nichtjude durch den  Apostel Simon Petrus christlich getauft wurde. Am 2. Februar 1218 feierte der Lateinische Patriarch von Jerusalem gemeinsam mit sechs weiteren Bischöfen das Fest der Darstellung des Herrn in der Kirche. Im Zuge der Eroberung Caesareas durch die Mameluken richtete Sultan Baibars I. sein Hauptquartier in der Kathedrale ein, während er die Belagerung und Erstürmung der Garnison der Kreuzfahrer befehligte. Nach der Eroberung der Zitadelle wurde auch die Kathedrale mit allen anderen wichtigen Gebäuden in der Stadt zerstört.

## Bauten und Anlage
St. Peter wurde  vermutlich in Form einer Basilika von fünf Jochen errichtet. Sie besaß drei Schiffe, die jeweils mit einer Apsis schlossen. Die Hauptapsis ragte über die Nebenapsiden heraus. Erhalten hat sich von diesem Gotteshaus lediglich der Ostteil mit den drei Apsiden bis in wenige Meter Höhe.